# BR-470
A BR-470 é uma rodovia de ligação no Sul do Brasil. Seu projeto oficial contempla 472,3 km entre Navegantes (SC) e Camaquã (RS).
A estrada possui grande importância para o Brasil, pois passa por áreas de grande importância econômica, primeiro no estado de Santa Catarina, ligando cidades como Itajaí, Blumenau, Rio do Sul, Curitibanos e Campos Novos, daí curvando em direção ao Rio Grande do Sul, onde passa por cidades como Bento Gonçalves, Veranópolis e Montenegro.
É uma rodovia em sua maioria de pista simples, importante histórica e economicamente para a ligação do Planalto e do Oeste catarinense ao litoral. É a principal artéria rodoviária do Vale do Itajaí e também uma das principais vias de acesso ao Porto de Itajaí, o principal porto da região, sendo o segundo maior do país em movimentação de contêineres, atuando como porto de exportação e escoando quase toda a produção do Estado, onde os principais produtos exportados são madeira, pisos cerâmicos, máquinas, açúcar, papel e fumo, além de por ali entrarem produtos importados como trigo, produtos químicos, motores e têxteis. Dá acesso também ao Aeroporto Internacional de Navegantes, o segundo maior do estado de Santa Catarina em movimentação de passageiros, tendo também alta importância turística.
Atualmente encontra-se em processo de duplicação no trecho entre os kms 0 e 73,18 entre os municípios de Navegantes e Indaial, passando por Itajaí, Ilhota, Gaspar e Blumenau, onde estão concentradas indústrias de tecelagem, cristais, porcelanas e metal–mecânico do estado. A conclusão da duplicação trará aumento da capacidade logística e econômica das cidades, do porto de Itajaí, do aeroporto de Navegantes, e no escoamento de produção do Oeste do estado e de parte da Serra Catarinense. Em março de 2025, 82% dos serviços haviam sido executados, com 62 quilômetros liberados para o tráfego.
Apresenta trechos sinuosos e mal-sinalizados no estado de Santa Catarina além de áreas não-pavimentadas ou inexistentes no Rio Grande do Sul. Também há riscos na subida e descida da Serra Geral, entre Pouso Redondo e o acesso a Otacílio Costa (SC), trecho conhecido como Serra da Santinha no qual muitos veículos sofrem acidentes.
No trecho que compreende Veranópolis e Bento Gonçalves, conhecido como Serra das Antas, há trânsito intenso de veículos lentos (caminhões carregados na maioria das vezes) que aliados aos poucos pontos de ultrapassagem acabam por deixar o trânsito lento. Verifica-se também nesse trecho a ausência de segmentos sem acostamento, já que as poucas áreas de escape que existiam acabaram sendo utilizadas para construção de terceiras pistas, no intuito de desafogar um pouco o trânsito do local. Este segmento atualmente se encontra em boas condições de segurança e conforto ao usuário, tendo em vista os constantes investimentos em conservação feitos pelo Departamento Nacional de Infraestrutura de Transportes.
A BR-470, se apresenta como uma rodovia que promove a integração regional e interestadual, além de atender a fluxos de transporte de grande relevância econômica, características de rodovia da Rede de Integração Nacional - RINTER, instituída pela Lei 12.379 de 6 de janeiro de 2011. O segmento entre Bento Gonçalves e Carlos Barbosa, possui características de travessias urbanas onde o trânsito local se confunde com o fluxo da rodovia, causando lentidão em vários pontos.
Cidades importantes próximas à rodovia: 
- Santa Catarina: Itajaí, Blumenau, Timbó, Indaial, Ibirama, Rio do Sul, Curitibanos, Campos Novos
- Rio Grande do Sul: Lagoa Vermelha, Bento Gonçalves, Montenegro, Camaquã

## Duplicação
A duplicação de 73 km da rodovia, entre Indaial e Navegantes, além da concessão à iniciativa privada do trecho catarinense, foi prometida em 2011 por Dilma Rousseff. Os trabalhos começaram apenas em 2013, e tiveram pouco mais de 9 km duplicados entregues, somente em 2019, no governo de Jair Bolsonaro. Os primeiros 8 km de pista foram liberados em junho de 2019, do km 22 ao km 30, entre os municípios de Ilhota e Gaspar. Em agosto de 2019, 1,3 km foram entregues entre os kms 0,00 e 18,61, entre Navegantes e Ilhota. A expectativa era entregar os 73 km duplicados em 2022. Porém, a conclusão da duplicação foi depois adiada para 2025.
Com a entrega do Trevo da Mafisa (um dos trechos mais complicados e caros da obra), em agosto de 2020 já haviam 23,8 km de duplicações liberadas. Em maio de 2021, mais da metade da duplicação estava pronta, já havendo 37,3 dos 73 km em funcionamento. Estima-se que os lotes 1 e 2, entre Navegantes e Gaspar, sejam totalmente entregues duplicados em 2023; o lote 3 até Blumenau até 2024, e o lote 4 até Indaial até 2025.

## Percurso
Serve, dentre outras, às seguintes cidades:

### Santa Catarina
- Navegantes
  - Acesso a Itajaí, Penha pela BR-101
  - Acesso a Luiz Alves pela SC-413
- Ilhota
- Gaspar
  - Acesso a Brusque
- Blumenau
  - Acesso a Massaranduba pela SC-108
  - Acesso a Pomerode, Jaraguá do Sul
- Indaial
  - Acesso a Timbó, Rio dos Cedros
- Ascurra
  - Acesso a Rodeio, Benedito Novo, Doutor Pedrinho
- Apiúna
- Ibirama
  - Acesso a Presidente Getúlio, Dona Emma, José Boiteux, Witmarsum
- Lontras
  - Acesso a Presidente Nereu, Vidal Ramos
- Rio do Sul
  - Acesso a Aurora, Ituporanga pela SC-350
- Agronômica
- Trombudo Central
  - Acesso a Agrolândia, Atalanta
- Pouso Redondo
  - Acesso a Taió, Salete, Rio do Campo
  - Acesso a Otacílio Costa, Palmeira
- São Cristóvão do Sul
  - Acesso a Lages, Mafra pela BR-116
- Curitibanos
  - Acesso a Frei Rogério
- Brunópolis
  - Acesso a Monte Carlo, Fraiburgo, Videira pela SC-452
- Campos Novos
  - Trecho contíguo com a BR-282

### Rio Grande do Sul
- Lagoa Vermelha
- Bento Gonçalves
- Veranópolis
- Montenegro